# Camponotus castaneus
Camponotus castaneus es una especie de hormiga del género Camponotus, tribu Camponotini. Fue descrita científicamente por Latreille en 1802.
Se distribuye por Brasil, Canadá y los Estados Unidos. Se ha encontrado a elevaciones de hasta 1500 metros. Vive en microhábitats como troncos podridos y debajo de piedras.